# 哥伦比亚自由党
哥伦比亚自由党（西班牙語：Partido Liberal Colombiano，缩写为PLC）是哥伦比亚的一个中间派社会自由主义政党。它作为一个古典自由主义政党成立，但后来立场发展为更偏向于社会民主主义，1999年加入了社会党国际。
直到2002年，独立候选人阿尔瓦罗·乌里韦的选举胜利结束了哥伦比亚两党的主导地位，此前自由党与保守党一直是哥伦比亚政治的主导力量。
目前，自由党是国会第二大党，参议院第二大党和众议院第一大党。自2010年以来，自由党与胡安·曼努埃尔·桑托斯的哥伦比亚执政党民族团结社会党签订了联合协议。